# Пограничный конфликт между Индией и Пакистаном (2001—2002)
Противостояние Индии и Пакистана (декабрь 2001 — октябрь 2002) стало крупнейшим приграничным противостоянием вооружённых сил в истории современных индо-пакистанских отношений. 
Поводом к началу противостояния стали нерешённые вопросы, которые оставила после себя Каргильская война 1999 года в Кашмире, а также взрыв индийского парламента 2001 года, в организации которого подозревались пакистанские вооружённые формирования.

## Предыстория
К 1999 году в индо-пакистанских отношениях наметилось заметное потепление: наладилось транспортное сообщение, были приняты меры по урегулированию вопросов о ядерных испытаниях с обеих сторон. Но ситуация на границе (штат Джамму и Кашмир) была по-прежнему напряжённой. По инициативе генерального штаба пакистанской армии был разработан план проникновения на территорию штата, о котором премьер-министр Наваз Шариф ничего не знал. Так, в мае 1999 началась Каргильская война. Пакистанские боевики преодолели линию контроля и заняли тактически важные высоты, поддерживала их артиллерия. Индия была вынуждена подключить авиацию, что способствовало благоприятному для неё окончанию войны.
После спада напряженности 13 декабря 2001 года группа из пяти вооружённых человек проникла в здание Индийского парламента, убив семерых человек. Это стало причиной нового противостояния на границе.

## Ход событий
Обе стороны подтянули к международной границе многочисленные армейские формирования: в рамках операции «Паракрам» («Мощь») Индия подтянула 500 000 солдат, Пакистан — 487 000 человек («Сангхарш» («Борьба»)). Начались военные учения и демонстрация силы, обе стороны балансировали на грани войны. Пик напряжённости возник в мае — июне 2002 года. Появилась реальная угроза применения сторонами ядерного оружия. Любая случайность, к примеру взрыв астероида над Средиземным морем (2002), могла спровоцировать начало ядерной войны между странами с потенциальным количеством жертв в пределах 10 миллионов человек и более. Стороны удалось успокоить только после международного вмешательства: США вели переговоры с Пакистаном, а Россия с Индией. Фактически война закончилась 10 июня. В октябре 2002 года войска обеих стран полностью покинули приграничную зону.
В ходе пограничных стычек были ранены с индийской стороны 1051 человек.